# Regeringen Poul Nyrup Rasmussen III
Regeringen Poul Nyrup Rasmussen III var Danmarks regering 30. december 1996 – 23. marts 1998.
Ændring: 20. oktober 1997
Regeringen bestod af følgende ministre fra Socialdemokratiet og Det Radikale Venstre:

Kilde: Statsministeriets hjemmeside
| Ministerpost                                       | Navn | Navn                  | Parti                | Start             | Slut             |
| -------------------------------------------------- | ---- | --------------------- | -------------------- | ----------------- | ---------------- |
| Statsminister                                      |      | Poul Nyrup Rasmussen  | Socialdemokratiet    | 30. december 1996 | 23. marts 1998   |
| Økonomiminister og Minister for nordisk samarbejde |      | Marianne Jelved       | Det Radikale Venstre | 30. december 1996 | 23. marts 1998   |
| Finansminister                                     |      | Mogens Lykketoft      | Socialdemokratiet    | 30. december 1996 | 23. marts 1998   |
| Udenrigsminister                                   |      | Niels Helveg Petersen | Det Radikale Venstre | 30. december 1996 | 23. marts 1998   |
| Trafikminister                                     |      | Bjørn Westh           | Socialdemokratiet    | 30. december 1996 | 23. marts 1998   |
| Miljø- og energiminister                           |      | Svend Auken           | Socialdemokratiet    | 30. december 1996 | 23. marts 1998   |
| Undervisnings- og kirkeminister                    |      | Ole Vig Jensen        | Det Radikale Venstre | 30. december 1996 | 23. marts 1998   |
| Minister for Udviklingsbistand                     |      | Poul Nielson          | Socialdemokratiet    | 30. december 1996 | 23. marts 1998   |
| Indenrigs- og sundhedsminister                     |      | Birte Weiss           | Socialdemokratiet    | 30. december 1996 | 20. oktober 1997 |
| Sundhedsminister                                   |      | Birte Weiss           | Socialdemokratiet    | 20. oktober 1997  | 23. marts 1998   |
| Indenrigsminister                                  |      | Thorkild Simonsen     | Socialdemokratiet    | 20. oktober 1997  | 23. marts 1998   |
| Arbejdsminister                                    |      | Jytte Andersen        | Socialdemokratiet    | 30. december 1996 | 23. marts 1998   |
| Forsvarsminister                                   |      | Hans Hækkerup         | Socialdemokratiet    | 30. december 1996 | 23. marts 1998   |
| Forskningsminister                                 |      | Jytte Hilden          | Socialdemokratiet    | 30. december 1996 | 23. marts 1998   |
| Erhvervsminister                                   |      | Jan Trøjborg          | Socialdemokratiet    | 30. december 1996 | 23. marts 1998   |
| Socialminister                                     |      | Karen Jespersen       | Socialdemokratiet    | 30. december 1996 | 23. marts 1998   |
| Boligminister                                      |      | Ole Løvig Simonsen    | Socialdemokratiet    | 30. december 1996 | 23. marts 1998   |
| Justitsminister                                    |      | Frank Jensen          | Socialdemokratiet    | 30. december 1996 | 23. marts 1998   |
| Fødevareminister                                   |      | Henrik Dam Kristensen | Socialdemokratiet    | 30. december 1996 | 23. marts 1998   |
| Skatteminister                                     |      | Carsten Koch          | Socialdemokratiet    | 30. december 1996 | 23. marts 1998   |
| Kulturminister                                     |      | Ebbe Lundgaard        | Det Radikale Venstre | 30. december 1996 | 23. marts 1998   |